# Jamsilsaenae (métro de Séoul)
Jamsilsaenae (en coréen : 잠실새내역) est une station de passage de la ligne 2 du métro de Séoul. Elle est située dans l'arrondissement de Songpa-gu à Séoul en Corée du Sud.
Ouverte en 1980, elle est desservie par les rames omnibus qui circulent sur la ligne 2.

## Situation sur le réseau

Plan du réseau (2023)

Établie en souterrain, la station Jamsilsaenae est située sur la ligne circulaire de la ligne 2 du métro de Séoul entre les stations Complex Sportif , en direction de Hôtel de Ville, rotation dans le sens des aiguilles d'une montre sur la section circulaire, et Jamsil, en direction de Hôtel de Ville, rotation dans le sens inverse des aiguilles d'une montre sur la section circulaire.

## Histoire
La station, alors dénommée Sincheon de la ligne 2 du métro de Séoul est mise en service le 31 octobre 1980, lors de l'ouverture à l'exploitation du premier tronçon de la ligne 2, entre Sinseol-dong et Complexe sportif (via Seongsu).
Avec pour argument le risque de confusion avec la station Sinchon, la station est renommée Jamsilsaenae le 15 décembre 2016,.

## Services aux voyageurs

### Accès et accueil
Située 5 Jamsilbon-dong, la station dispose de huit accès, numérotés de 1 à 8. Elle est équipée d'automate pour l'achat de titres de transport.

### Desserte
Jamsilsaenaei est desservie par les rames omnibus qui circulent sur la ligne 2.

Installations
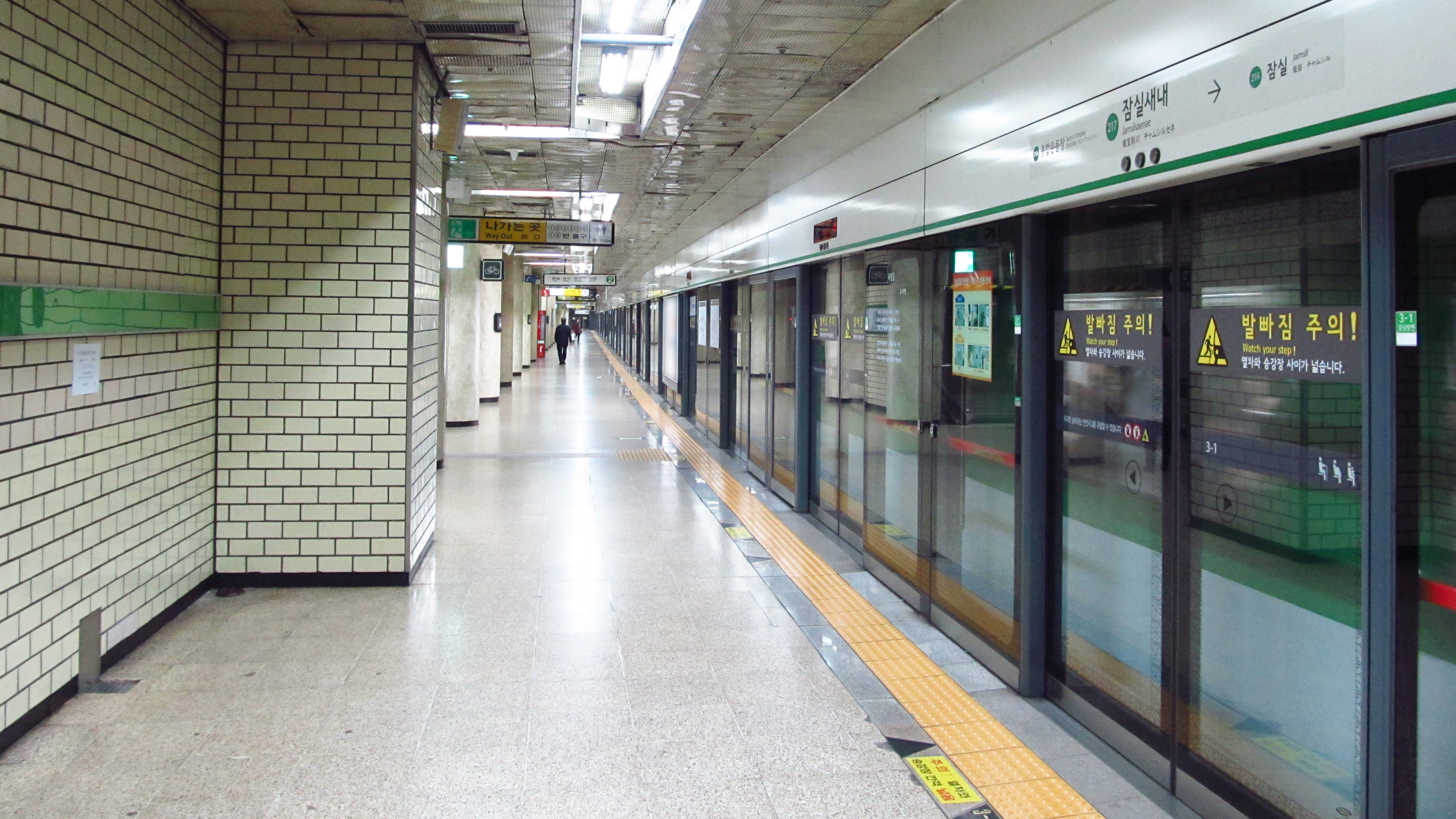
En 2018.
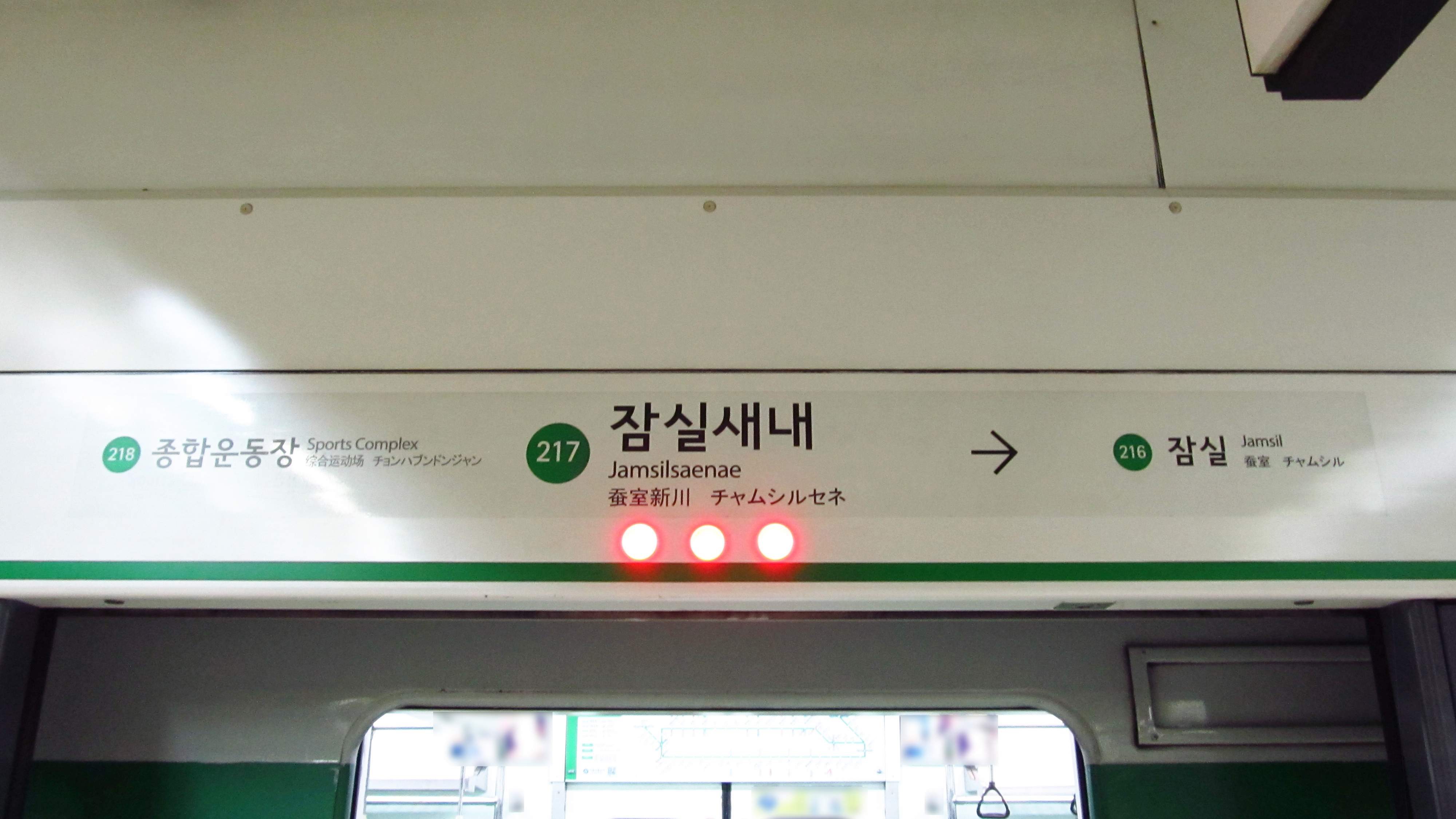
En 2018.
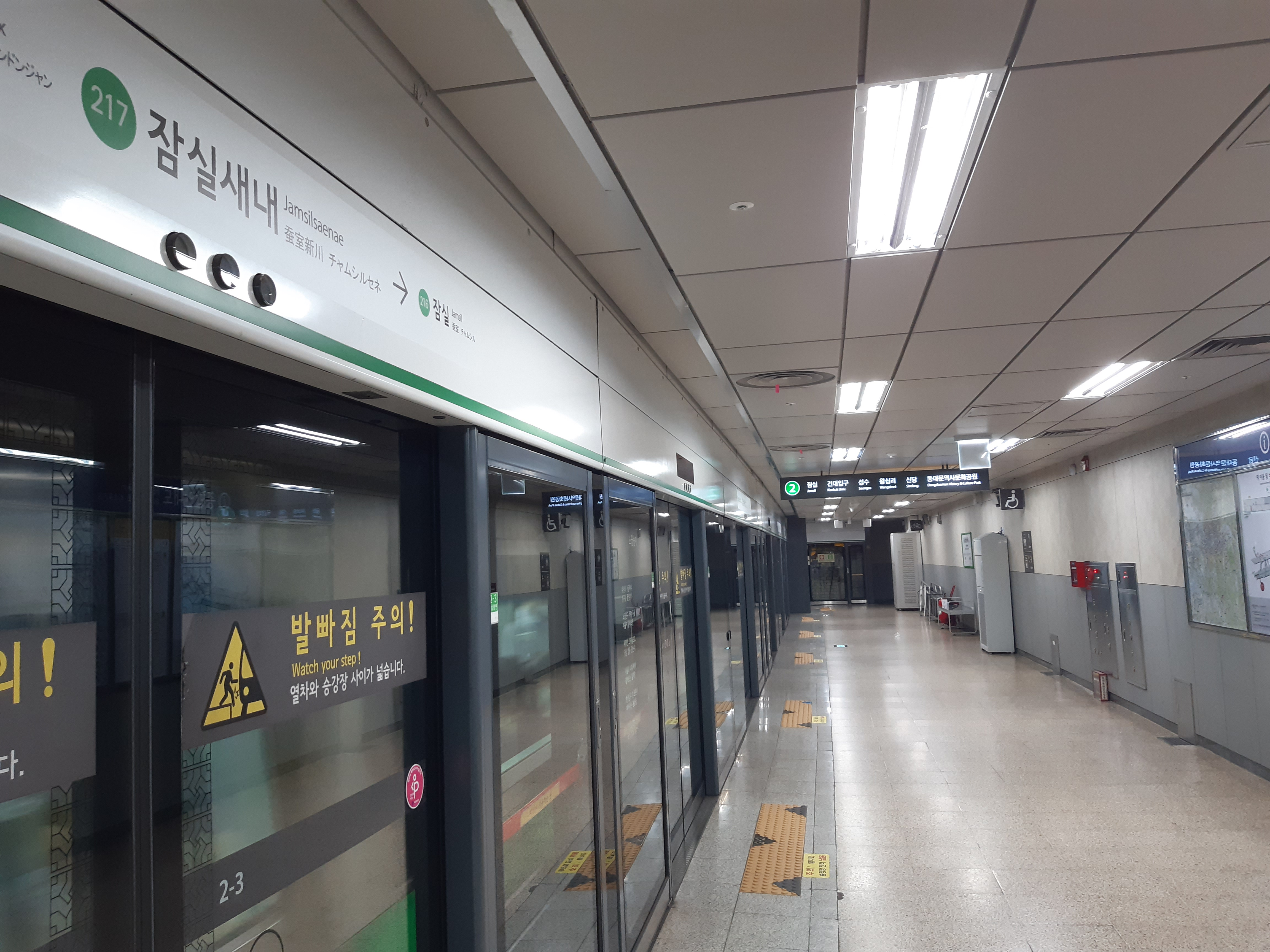
En 2021.

### Intermodalité
Des arrêts de bus urbains sont situés à proximité.